# Дадашев, Абдулла Катаевич
Абдулла Катаевич Дадашев (28 декабря 1930, Грозный, Северо-Кавказский край — 5 марта 2010, Грозный) — чеченский писатель, Заслуженный работник культуры Чечено-Ингушской АССР.

## Биография
Дадашев родился в посёлке Алды (ныне в черте Грозного). В 1944 году семья была депортирована. Так Дадашевы оказались в Казахстане. Абдулла окончил среднюю школу в Алма-Ате. Затем работал в колхозе, на стройке, шахте, суконном комбинате, свинцово-цинковом комбинате.
После восстановления Чечено-Ингушетии семья вернулась на родину. В 1968 году Дадашев окончил заочное отделение филологического факультета Чечено-Ингушского педагогического института. Затем он работал корректором республиканской газеты «Ленанан некъ», корреспондентом, литературным сотрудником, заведующим отделом и ответственным секретарём той же газеты.
В 1970 году Дадашев стал редактором Урус-Мартановской районной газеты «Ленинская правда». На этой должности он проработал более 10 лет, после чего перешёл в отдел пропаганды литературы Союза писателей Чечено-Ингушетии.

## Творчество
В 1956 году в казахстанской газете «Текелийский рабочий» было опубликовано первое стихотворение Дадашева. Первый успех побудил его серьёзно заняться литературным творчеством. Вскоре ряд его очерков и рассказов были опубликованы в местной прессе на казахском и русском языках.
После возвращения на родину он научился писать на родном языке. В 1957 году в периодической печати Чечено-Ингушетии появились его рассказы и очерки, а позже и повести. В 1966 году была опубликована его первая книга «Хьо вац сан да» (с чеч. — «Ты не мой отец»), которая вызвала одобрительный отзыв известного чеченского писателя Халида Ошаева:
Ты написал замечательную повесть. Главное её достоинство, я считаю, в языке. Написана она хорошим народным языком, без сложных предложений, короткими фразами, оканчивается неожиданно, в стиле писателя О. Генри. Характеры обрисованы чётко, повесть имеет большое воспитательное значение.
Перу Дадашева принадлежит серия документальных и художественных рассказов об участии чеченцев в Великой Отечественной войне. Он пробовал себя в различных жанрах, в частности, в сатире и детективном жанре. Его детективная повесть «Однажды ночью», написанная в 1979 году, в том же году была отмечена Почётной грамотой Министерства внутренних дел Чечено-Ингушетии.

### на чеченском языке
- Хьо вац сан да. Грозный, 1966.
- ГІалат. Грозный, 1969.
- Чевнаш йоьрзу. Повесть. Грозный, 1978.
- Къонахалла. Повесть. Грозный, 1979.
- Пондаран тІаьххьара аз. Грозный, 1984
- Лаьмнашка некъ. Роман. Грозный, 1987.
- Кхайкхаза хьаша. Грозный, 1989.
- Зойрбекан Шовда. Роман. Грозный, 1990.
- Цакагбелларш. Роман. Соьлжа-ГІала, 2008.
- Юхадерзар. Роман. «Цакагбелларш» трилогин шолгІа книга. Нальчик, 2012.

### на русском языке
- Однажды ночью. Повесть. Грозный, 1979
- Дадашев А. К. Последний аккорд : Повесть, очерк. — Грозный: Чеч.-Инг. кн. изд-во, 1984. — 151 с.[6]
- Дадашев А. К. Дорога в горы. Роман. — Грозный: Чеч.-Инг. кн. изд-во, 1987. — 291 с.[7]